# Embidopsocus needhami
Embidopsocus needhami är en insektsart som först beskrevs av Günther Enderlein 1903.  Embidopsocus needhami ingår i släktet Embidopsocus och familjen boklöss. Inga underarter finns listade i Catalogue of Life.